# Amphoe Tha Sae
Amphoe Tha Sae (thailändisch อำเภอ ท่าแซะ, Aussprache: [tʰâː sɛ́ʔ]) ist ein Landkreis (Amphoe – Verwaltungs-Distrikt) im nordwestlichen Teil der Provinz Chumphon. Die Provinz Chumphon liegt in der Südregion von Thailand.

## Geographie
Amphoe Tha Sae wird von folgenden Amphoe begrenzt (vom Norden im Uhrzeigersinn aus gesehen): Amphoe Bang Saphan Noi der Provinz Prachuap Khiri Khan, Amphoe Pathio und Mueang Chumphon der Provinz Chumphon sowie Amphoe Kra Buri der Provinz Ranong. Nach Westen liegt die Tanintharyi-Division von Myanmar.
Wichtige Wasser-Ressourcen sind der Maenam Tha Sae (Tha-Sae-Fluss) und der Maenam Rap Ro (Rap-Ro-Fluss).

## Geschichte
Tha Sae war eine Stadt (Mueang) unter der Oberherrschaft der Mueang Chumphon, sein Gouverneur hatte den Rang eines Phra.
König Chulalongkorn (Rama V.) wertete Mueang Tha Sae zu einem Landkreis der Provinz Chumphon ab. 1920 wurde Tha Sae erneut abgewertet zu einem Kleinbezirk (King Amphoe) des Landkreises Pathio.
1940 erfolgte dann die Aufwertung zu einem vollberechtigten Amphoe.

## Verwaltung

### Provinzverwaltung
Amphoe Tha Sae besteht aus zehn Unterbezirken (Tambon), die weiter in 115 Dörfer (Muban) gegliedert sind.
| \| Nr. \| Name \| Thai \| Muban \| Einw.[1] \| \| --- \| ------------- \| -------- \| ----- \| -------- \| \| 1. \| Tha Sae \| ท่าแซะ \| 20 \| 11.474 \| \| 2. \| Khuring \| คุริง \| 07 \| 03.523 \| \| 3. \| Salui \| สลุย \| 09 \| 07.872 \| \| 4. \| Na Kratam \| นากระตาม \| 11 \| 05.125 \| \| 5. \| Rap Ro \| รับร่อ \| 19 \| 18.378 \| \| 6. \| Tha Kham \| ท่าข้าม \| 15 \| 06.936 \| \| 7. \| Hong Charoen \| หงษ์เจริญ \| 14 \| 11.560 \| \| 8. \| Hin Kaeo \| หินแก้ว \| 06 \| 04.719 \| \| 9. \| Sap Anan \| ทรัพย์อนันต์ \| 07 \| 03.985 \| \| 10. \| Song Phi Nong \| สองพี่น้อง \| 07 \| 08.481 \| |               |          |       |        |
| Nr. | Name          | Thai     | Muban | Einw.  |
| 1. | Tha Sae       | ท่าแซะ    | 20    | 11.474 |
| 2. | Khuring       | คุริง      | 07    | 03.523 |
| 3. | Salui         | สลุย      | 09    | 07.872 |
| 4. | Na Kratam     | นากระตาม | 11    | 05.125 |
| 5. | Rap Ro        | รับร่อ     | 19    | 18.378 |
| 6. | Tha Kham      | ท่าข้าม    | 15    | 06.936 |
| 7. | Hong Charoen  | หงษ์เจริญ  | 14    | 11.560 |
| 8. | Hin Kaeo      | หินแก้ว    | 06    | 04.719 |
| 9. | Sap Anan      | ทรัพย์อนันต์ | 07    | 03.985 |
| 10. | Song Phi Nong | สองพี่น้อง  | 07    | 08.481 |

### Lokalverwaltung
Es gibt zwei Kleinstädte (Thesaban Tambon) im Bezirk:
- Tha Sae (เทศบาลตำบลท่าแซะ) besteht aus Teilen des Tambon Tha Sae.
- Noen San (เทศบาลตำบลเนินสันติ) besteht ebenfalls aus Teilen des Tambon Tha Sae.

Außerdem gibt es zehn „Tambon-Verwaltungsorganisationen“ (TAO, องค์การบริหารส่วนตำบล) für die Tambon oder die Teile von Tambon im Landkreis, die zu keiner Stadt gehören.